# Loryn Locklin
Loryn Locklin, née le 3 novembre 1968, est une actrice américaine. Elle est surtout connue pour avoir joué dans Catch Me If You Can et Fortress.

## Carrière
En 1990 Locklin joue dans le téléfilm Night Visions (en) de Wes Craven dans le rôle du Dr Sally Powers, profileur criminel psychique,. Elle joue en 1993 dans le film Fortress et apparait dans Taking Care of Business et Denial (en), entre autres. 
Elle participe également à quelques émissions de télévision comme Frasier, JAG et Home Improvement.
Locklin a été marié au producteur Victor Drai (en) de 1990 à 1998 ; ils ont eu un enfant en 1993,.

## Filmographie

### Films
- 1989 : Catch Me If You Can: Melissa Hanson[7]
- 1990 : Filofax : Jewel Bentley
- 1993 : Fortress : Karen B. Brennick
- 1998 : Denial (en)[8]
- 1999 : Génial ! Mes parents s'aiment : Estelle

### Télévision
- 1990 : Night Visions (en) : Dr Sally Powers
- 1992 : Shoot First: A Cop's Vengeance : Lea[9]
- 1992 : The Human Factor : Gwenn (deux épisodes)
- 1996 : Abducted: A Father's Love : Andrea Costner
- 1997 : Papa bricole : Robin (épisode Taps)
- 1998 : The Perfect Getaway : Sarah
- 1998-2004 : JAG : Jill Waddington (trois épidoses)
- 1999 : The Rockford Files: If It Bleeds... It Leads : Cindy Carteret
- 1999 : Frasier : Sabrina (épisode Le père de la mariée)